# Cantó d'Albi-Sud
El cantó d'Albi-Sud és un cantó al districte d'Albi (departament del Tarn, regió d'Occitània, França). Compta amb sis municipis. El cap cantonal és Albi. Els altres municipis son Carlús, Puòggoson, Rofiac, Salièrs i Lo Sequèstre.
| Data d'elecció                           | Identitat             | Partit | Qualitat |
| ---------------------------------------- | --------------------- | ------ | -------- |
| 1985-1998                                | Philippe Bonnecarrère | RPR    |          |
| 1998-                                    | Michel Albarède       | PRG    |          |
| les dades anteriors no són pas conegudes |                       |        |          |
|                                          |                       |        |          |

| 1962 | 1968 | 1975 | 1982 | 1990 | 1999   | 2006   |
| ---- | ---- | ---- | ---- | ---- | ------ | ------ |
|      |      |      |      |      | 12.406 | 12.949 |